# Enciclopedia Yucatanense
Enciclopedia Yucatanense, es una obra de consulta sobre temas de la península de Yucatán, región del sureste de México. Es una enciclopedia temática, integrada por doce volúmenes y cuya segunda edición es la más reciente. Esta 2.ª edición fue publicada en Yucatán, México, entre 1977 y 1981, bajo los auspicios del gobierno de Yucatán, entonces a cargo de Francisco Luna Kan.

## Primera edición
La primera edición de esta obra se realizó en Yucatán, México, en el período comprendido entre los años 1944 y 1947 con la intención de conmemorar el IV centenario de la fundación de la ciudad de Mérida, Yucatán (6 de enero de 1544-1944) y de la ciudad de Valladolid (28 de mayo de 1543-1943). Era entonces el gobernador de Yucatán, el señor Ernesto Novelo Torres.
Se encargó de la dirección y coordinación editorial a Carlos Echánove Trujillo. Se contó con un cuerpo editorial integrado por especialistas y redactores reputados que se encargaron de desarrollar poco más de 60 temas, expuestos en 8 volúmenes, que cubrieron las distintas áreas de interés histórico, geográfico, arqueológico de la región peninsular a fin de conjuntar una obra en la que se ofreciera una visión amplia y completa de los diversos temas que se abordaron. La mayor parte de los trabajos incluidos fueron preparados original y especialmente para la enciclopedia. Las ilustraciones, fotografías y demás material gráfico fueron obtenidos con el propósito de ser incluidos en la obra enciclopédica, aunque no todas tuvieron su origen en tal objetivo. Las personas e instituciones que cedieron este material recibieron el crédito correspondiente.
Entre los especialistas connotados que participaron en la redacción de la obra se encontraron: Daniel Ayala Pérez, Alfredo Barrera Vásquez, Gonzalo Cámara Zavala, José Díaz Bolio, Edmundo Bolio Ontiveros, Carlos Echánove Trujillo, Sylvanus G. Morley, Ramón Osorio y Carvajal, Jorge Ignacio Rubio Mañé, Eric S. Thompson, Karl Sapper, Manuel Romero de Terreros, Eduardo Urzaiz Rodríguez, entre otros.

## Segunda edición
La segunda edición de la enciclopedia se publicó treinta años después, entre 1977 y 1981 cuando encabezaba la administración de Yucatán el gobernador Francisco Luna Kan. Entonces fueron añadidos cuatro volúmenes adicionales para totalizar doce, en los que se incluyeron nuevos temas, además de llevarse a cabo una actualización y ampliación de los originales publicados en los años 40.
En este segundo esfuerzo se designó una comisión revisora integrada por los señores Rodolfo Ruz Menéndez, Humberto Lara y Lara, Renán Irigoyen Rosado, Leopoldo Peniche Vallado y Luis H. Hoyos Villanueva. Como en la primera edición, participaron en el cuerpo editorial reputados especialistas, volviéndose a contar con la colaboración de algunos de los que estuvieron presentes en la primera ocasión. Tal fue el caso de Alfredo Barrera Vásquez. Otras nuevas personalidades se incorporaron también a la nueva edición como Carlos Loret de Mola Mediz, Luis Ramírez Aznar, Alberto Ruz Lhuillier, Carlos Urzaiz Jiménez y Ramón Bastarrachea Manzano.
En esta nueva edición se logró mantener la calidad y la profundidad del contenido requerido, en una obra que es y ha sido referencia importante para los estudiosos de las cuestiones peninsulares. La enciclopedia ha sido recientemente digitalizada y el público cibernauta tiene ya acceso a ella.

## Yucatán en el tiempo
En 1998, culminó un nuevo esfuerzo enciclopédico en Yucatán, conteniendo los mismos tópicos y otros diversos, relativos a la península de Yucatán y las cuestiones que le atañen. A lo largo de diez años fue compilada una nueva obra de consulta, esta vez ya no temática, sino alfabética, denominada Yucatán en el tiempo, que en seis tomos profusamente ilustrados, ofrece el conocimiento a profundidad relativo a esta región de México, su historia y sus personajes.